# Aleksandr Grigor'evič Červjakov
Aleksandr Grigor'evič Červjakov Červjakov (in bielorusso Аляксандр Рыгоравіч Чарвякоў? traslitterato Aljaksandr Rygoravič Čarviakoŭ in russo Александр Григорьевич Червяков? traslitterato Aleksandr Grigor'evič Červjakov; Dukora, 8 marzo 1892 – Minsk, 16 giugno 1937) è stato un rivoluzionario bielorusso bolscevico e politico sovietico.
Alexandr Červjakov si unì al Partito Comunista Russo nel maggio 1917 e partecipò all'insurrezione, avviata nella notte tra il 6 e il 7 novembre (24 e 25 ottobre del calendario giuliano) 1917 a Pietrogrado, passata alla storia come assalto al Palazzo d'Inverno ed è stato uno dei padri fondatori e leader del partito dei lavoratori socialdemocratici bielorussi. Il 1 ° gennaio 1919, Červjakov insieme ad altri cinque membri del governo sovietico provvisorio dei lavoratori e dei contadini firmò il Manifesto sulla proclamazione della Repubblica Socialista Sovietica Bielorussa, che fondendosi con la Repubblica Socialista Sovietica Lituana diede vita alla Repubblica Socialista Sovietica Lituano-Bielorussa, nella quale Červjakov ricoprì per breve tempo come commissario del popolo per l'istruzione. La Guerra sovietico-polacca con l'occupazione prima di Vilnius e poi di Minsk mise fine alla Repubblica Socialista Sovietica Lituano-Bielorussa e quando le sorti del conflitto volsero a favore dei sovietici e Minsk rioccupata dai sovietici, con il potere sovietico ripristinato in Bielorussia nel 1920, Červjakov fu nominato presidente del Comitato militare rivoluzionario di Minsk e poi Presidente del Consiglio dei Commissari del Popolo della Repubblica Socialista Sovietica Bielorussa, equivalente alla carica di Primo ministro. Come presidente del Comitato esecutivo centrale e del Consiglio dei commissari del popolo della Repubblica Socialista Sovietica Bielorussa, carica occupata dal 18 dicembre 1920 al 17 marzo 1924, fu tra i fondatori dell'Unione Sovietica.
Nel corso della prima sessione del Comitato esecutivo centrale dell'Unione Sovietica venne eletto il 30 dicembre 1922, come uno dei suoi quattro presidenti insieme a Mihail Kalinin, Grigorij Petrovskij e Nariman Narimanov.  Nel 1924, Červjakov lasciò la carica di primo ministro bielorusso, ma mantenne la presidenza del Comitato esecutivo centrale bielorusso dal 18 dicembre 1920 al 16 giugno 1937.
Červjakov ha rappresentato i comunisti bielorussi a sette congressi del partito a Mosca, ma non è mai stato eletto nel Comitato centrale del partito.
Červjakov fu duramente criticato al 16º congresso del Partito Comunista della Bielorussia nel giugno 1937 per sforzi insufficienti nello sterminio dei "nemici del popolo". Červjakov fu trovato ucciso a colpi di arma da fuoco nella suo ufficio durante la pausa tra le riunioni del congresso il 16 giugno 1937. La stampa riferì che si era suicidato "per motivi familiari personali".